# آندری بیتوف
آندری گئورگی‌یویچ بیتوف (روسی: Андре́й Гео́ргиевич Би́тов؛ ارمنی: Անդրեյ Բիտով؛ زادهٔ ۲۷ مهٔ ۱۹۳۷ - ۳ دسامبر ۲۰۱۸) نویسنده سرشناس اهل روسیه در زمینه‌های رمان و داستان کوتاه‌ که چرکس‌تبار بود.

## زندگی‌نامه
وی در۲۷ مهٔ ۱۹۳۷ در سنت پترزبورگ به دنیا آمد  و از فارغ‌التحصیل گشت. وی برنده جوایزی همچون مدال موسس خورناتسی، جایزه دولتی فدراسیون روسیه، نشان دوستی و شوالیه نشان هنر و ادبیات است. وی در ۳ دسامبر ۲۰۱۸ در سن ۸۱ سالگی در مسکو درگذشت.